# Église de la Nativité de Notre-Dame (Villahermosa del Rio)
L'église de la Nativité de la Vierge Marie est située dans la partie la plus élevée de Villahermosa del Rio. Elle relève de l'évêché de Segorbe-Castellon. L'édifice primitif a disparu en 1707, durant la Guerre de succession d'Espagne, à la suite d'un incendie qui a détruit tout le village de Villahermosa del Rio. L'église est finalement reconstruite à partir de 1768, selon les plans de l'architecte valencien Vicente Gasco.

## Musée paroissial
L'église actuelle possède plusieurs retables des XIVe et XVe siècles provenant de l'ancienne église, caractéristiques du style gothique international.

### Retable de l'Eucharistie
Le retable de l'Eucharistie réalisé entre 1380 et 1390 par Llorenç Saragossà mesure 255 x 234 cm. Il compte trois panneaux verticaux et trois étages. Le panneau central représente la Dernière Cène avec l'apôtre Jean endormi sur la table. Cette scène est surmontée d'une crucifixion. Les panneaux latéraux représentent une Annonciation, une nativité et les légendes sur le miracle de l'eucharistie. La prédelle montre le Christ souffrant encadré par des images de six saintes et deux saints.

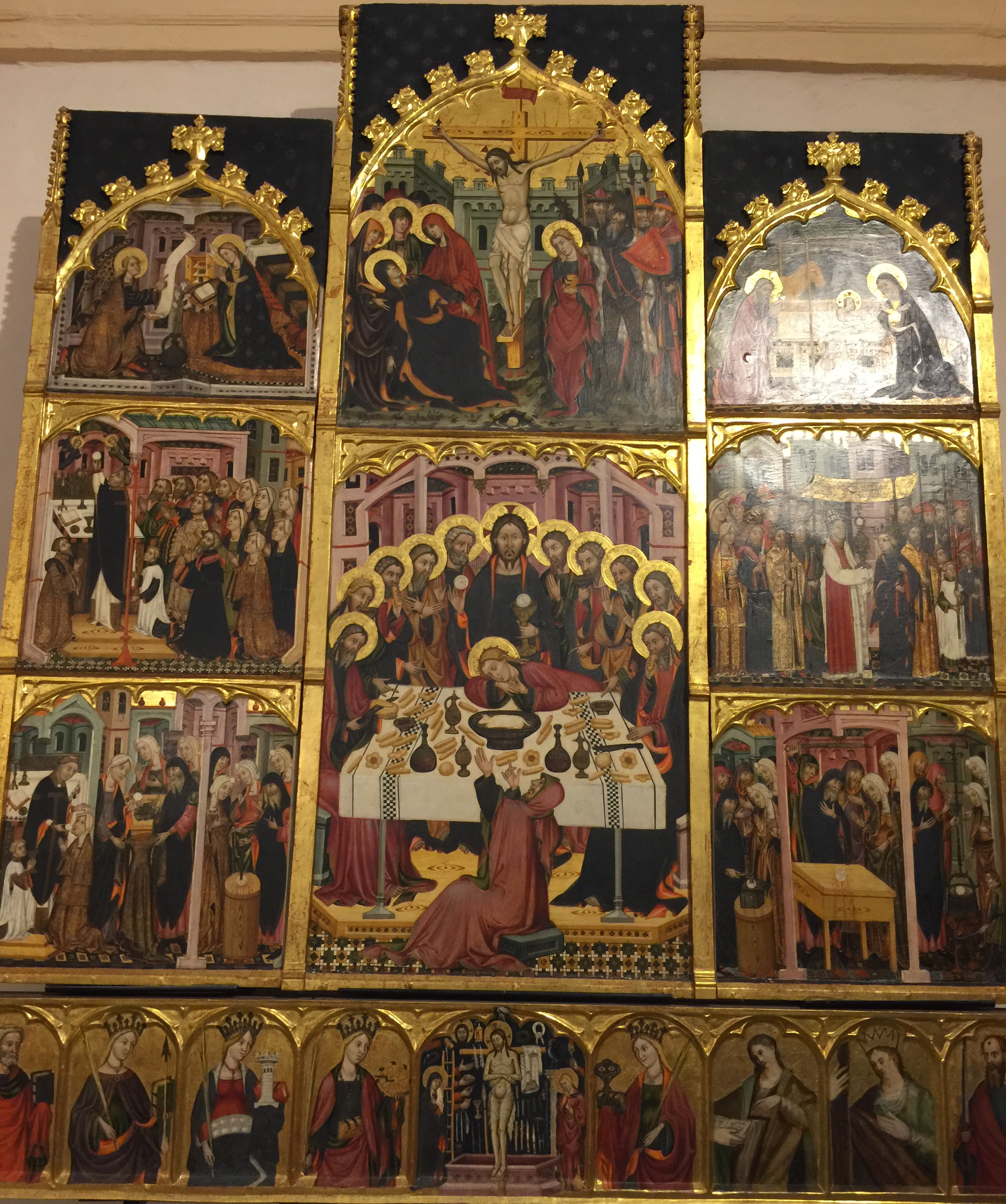
Retable de l'Eucharistie
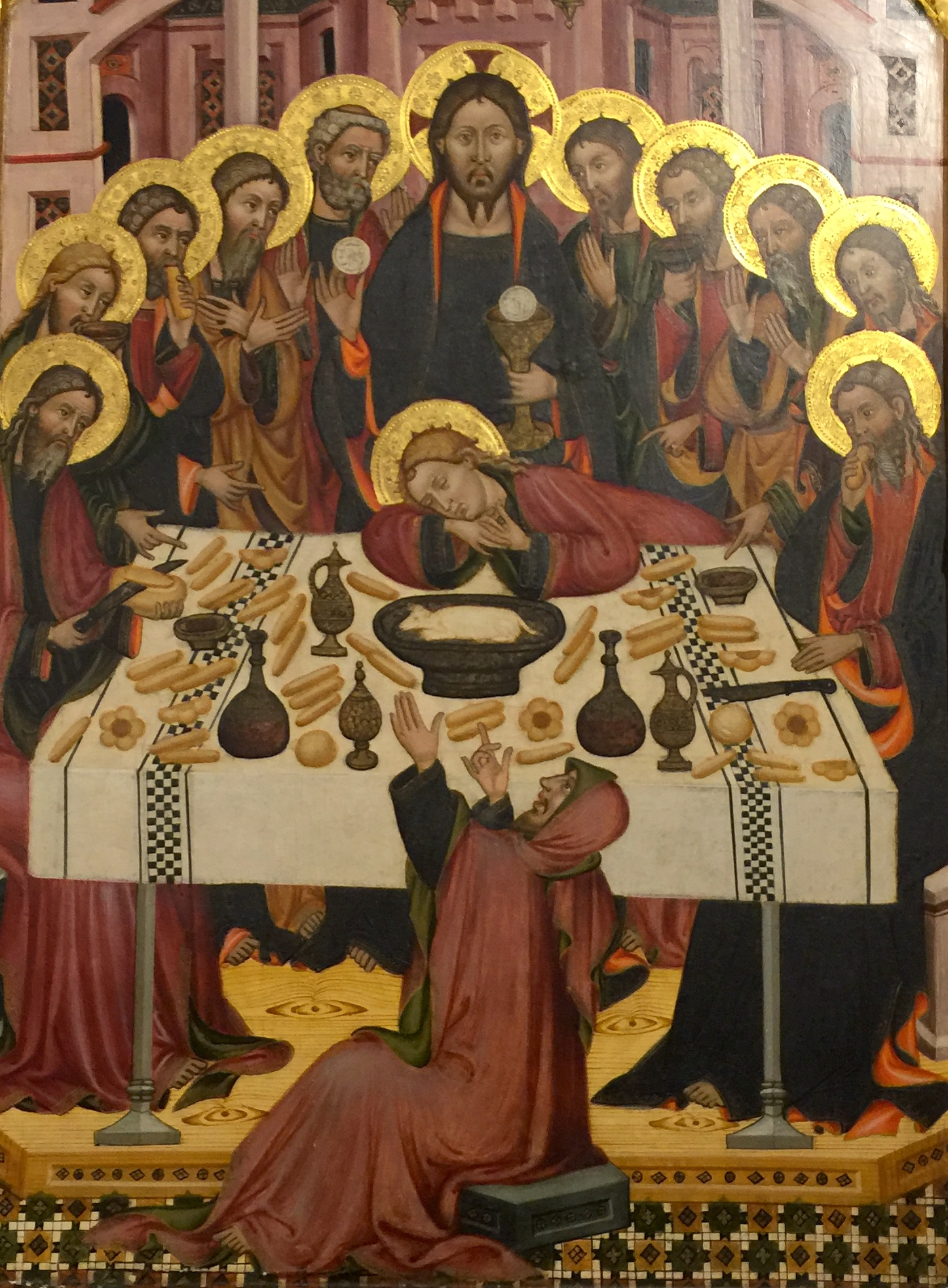
Panneau central
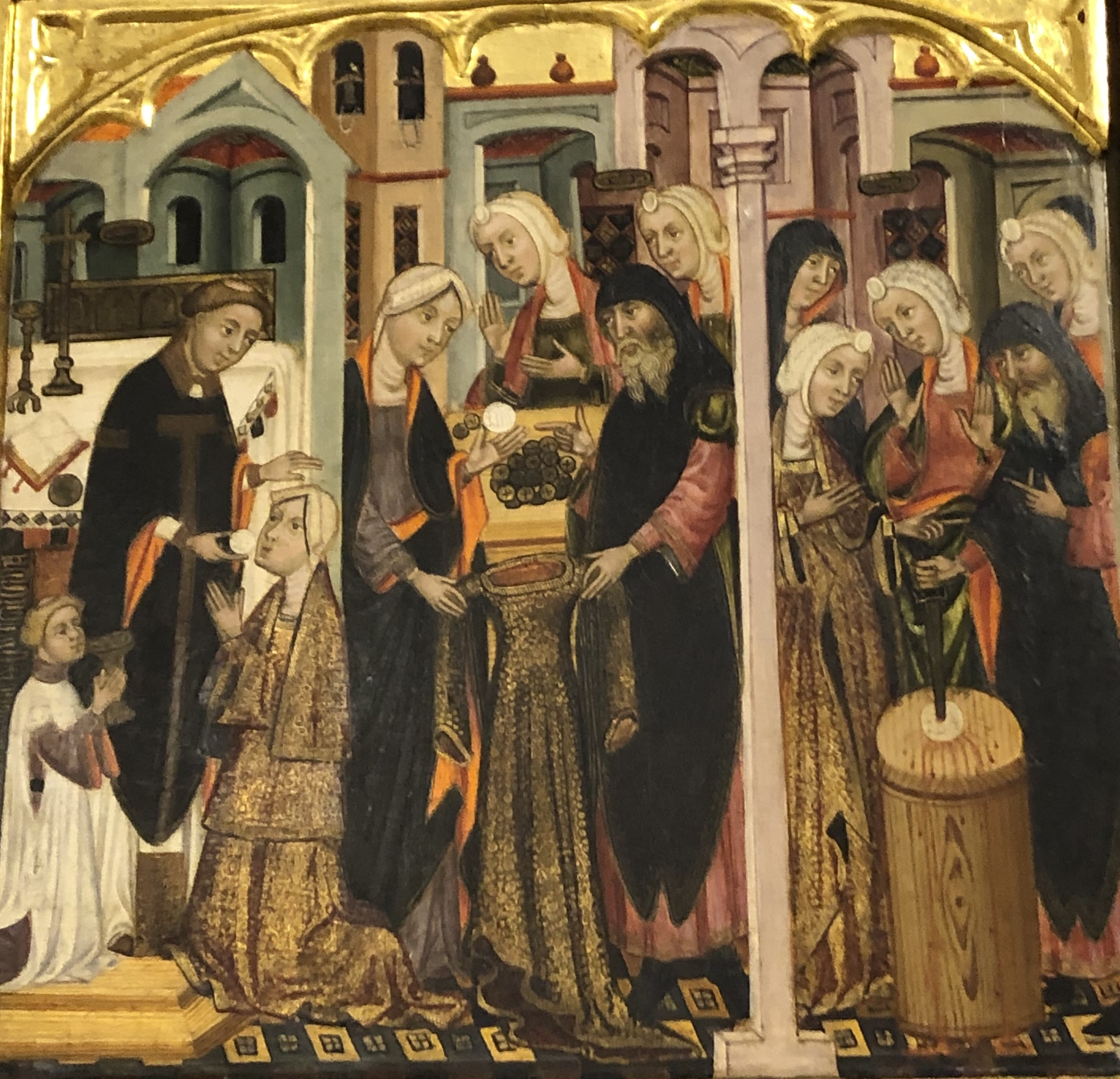
Panneau gauche

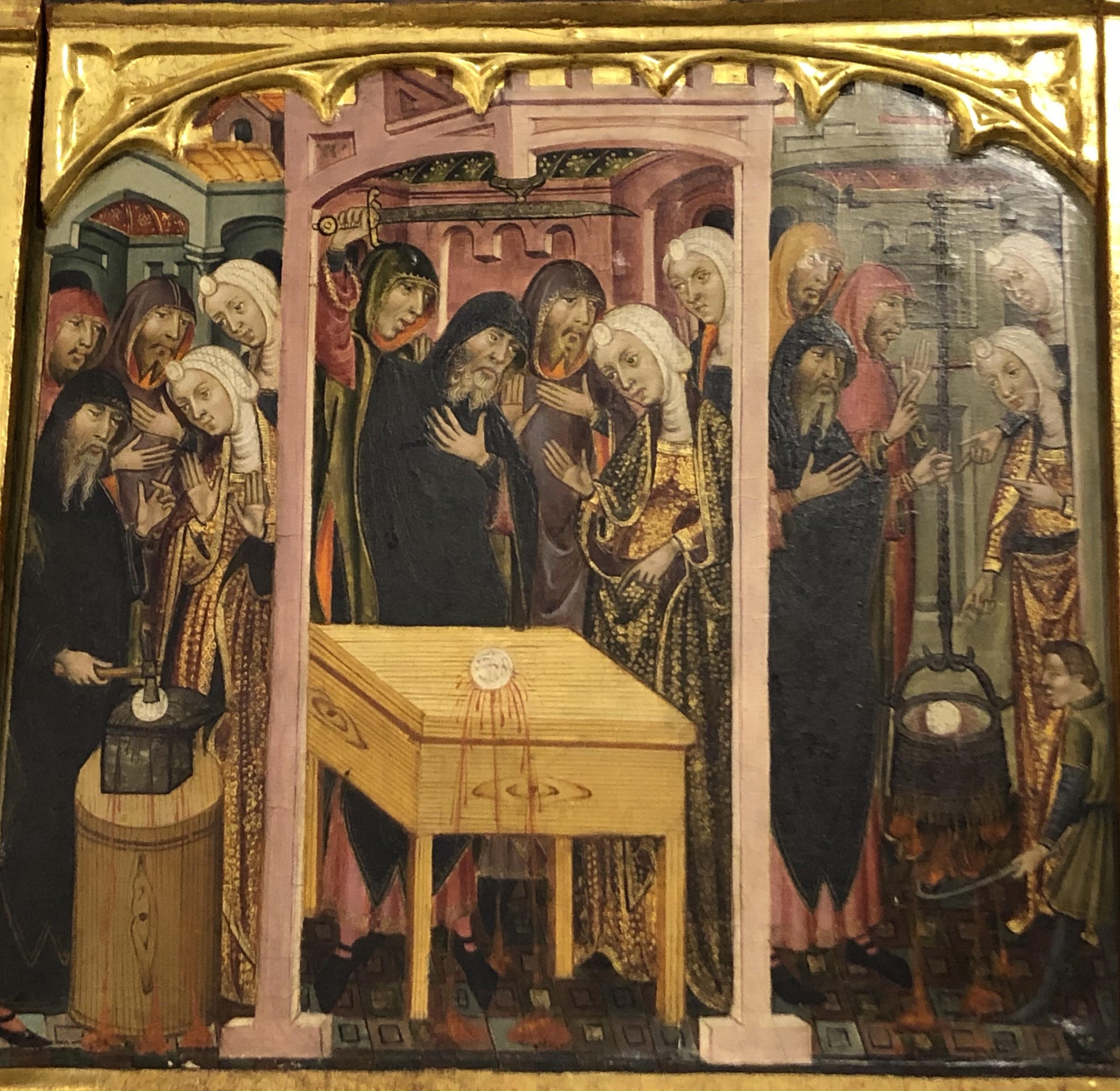
Panneau droit
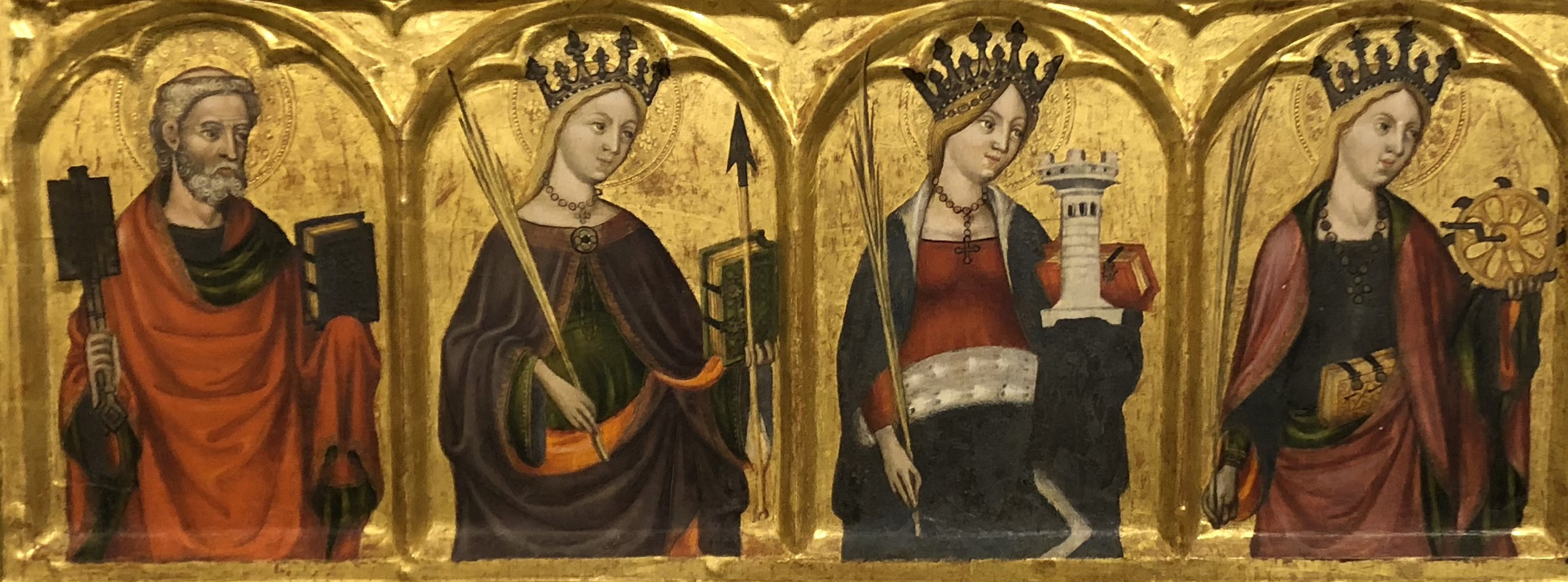
Prédelle gauche : saint Pierre, sainte Ursule, sainte Barbe et Catherine d'Alexandrie

### Retable de sainte Catherine d'Alexandrie
Ce retable de grande dimension (351 x 242 cm) a été réalisé par Joan Reixach en 1448. Il compte trois panneaux verticaux et trois étages, ainsi qu'une prédelle.

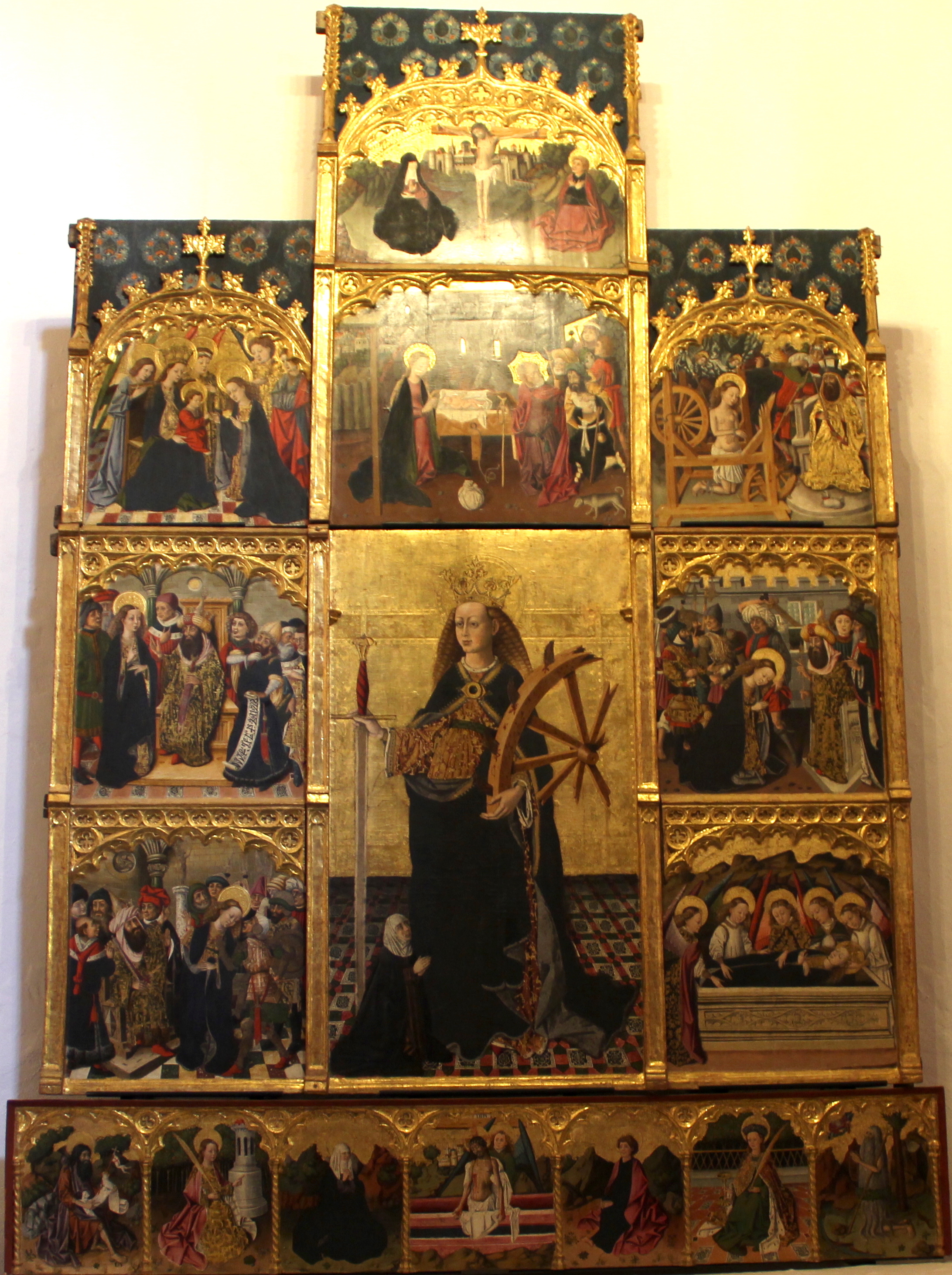
Catherine d'Alexandrie par Joan Reixach
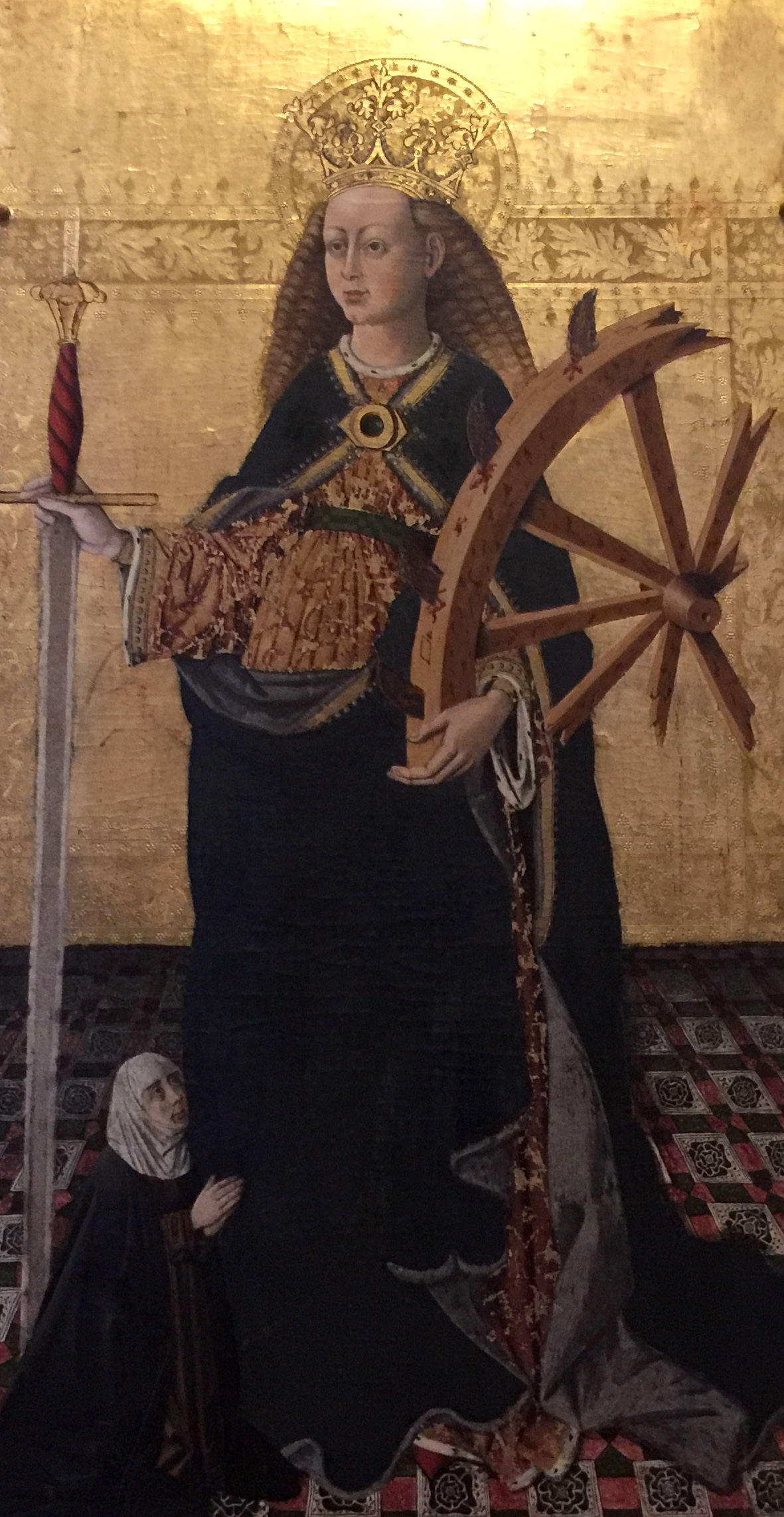
Panneau central
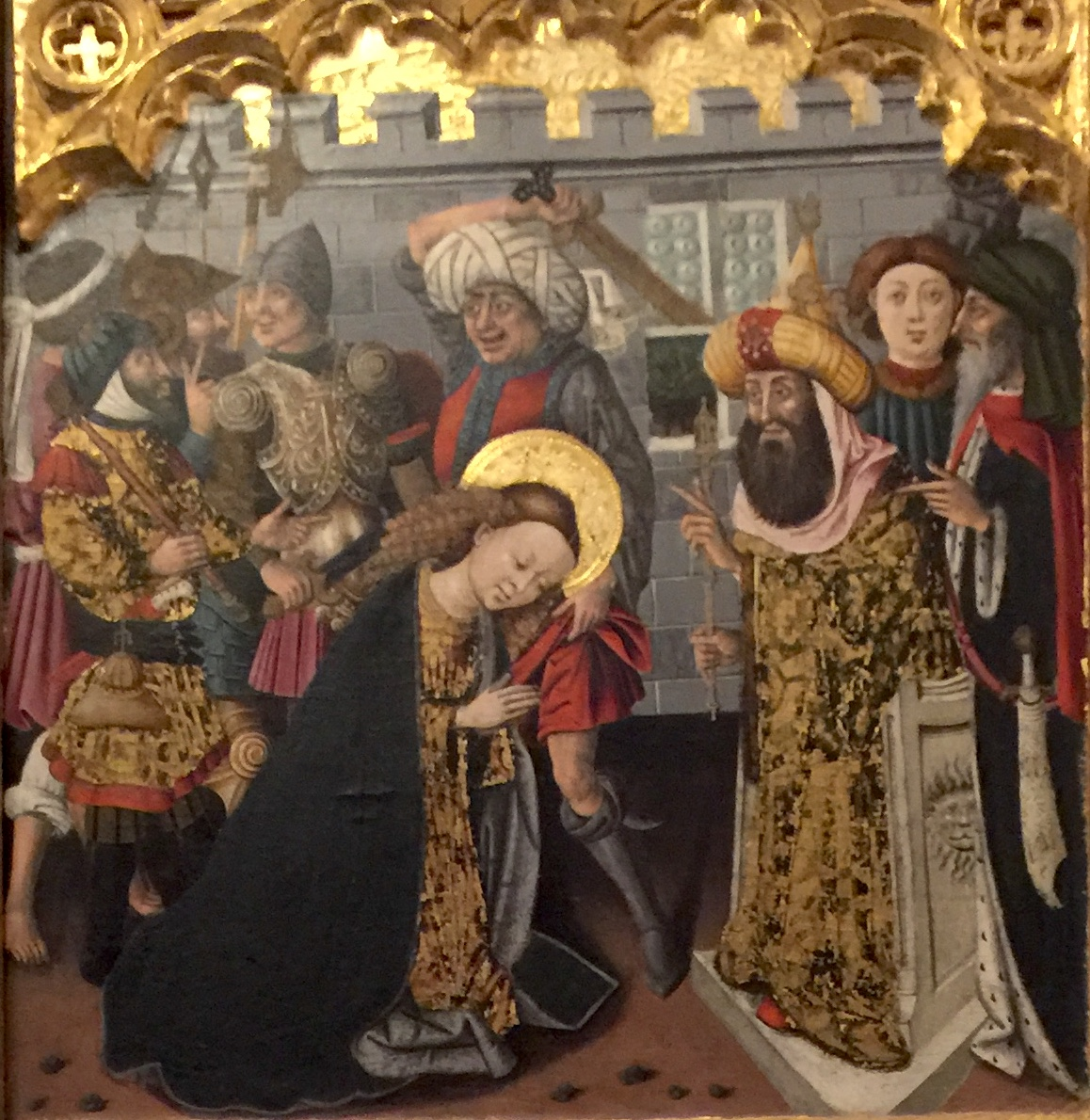
Détail de l'exécution
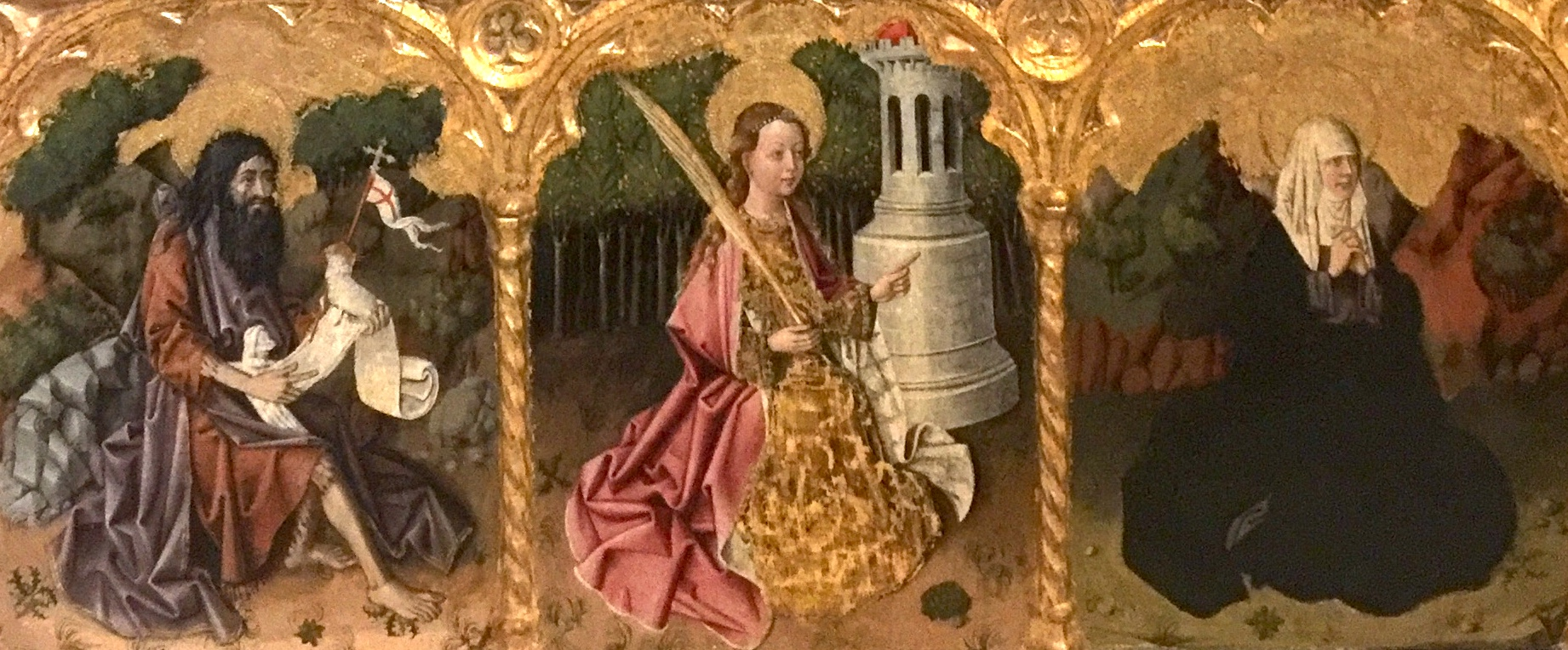
Prédelle gauche

### Retable de saint Laurent et saint Étienne
Ce retable représente des scènes du martyre de saint Laurent et de saint Étienne. Il a été réalisé par Llorenç Saragossà entre 1385 et 1390. De grande dimension (357 x 280 cm), il compte trois panneaux verticaux et trois étages, ainsi qu'une prédelle.

### Retable majeur
Ce retable de 357 x 280 cm est situé derrière le maître autel. Il est également dû à Llorenç Saragossà (1390-1395). Il a été reconstitué à partir de panneaux individuels représentant le Christ ressuscité, l'Ascension, la Nativité, la Vierge allaitante entourée d'anges musiciens — thème que le peintre a repris dans plusieurs retables — et la résurrection des morts.

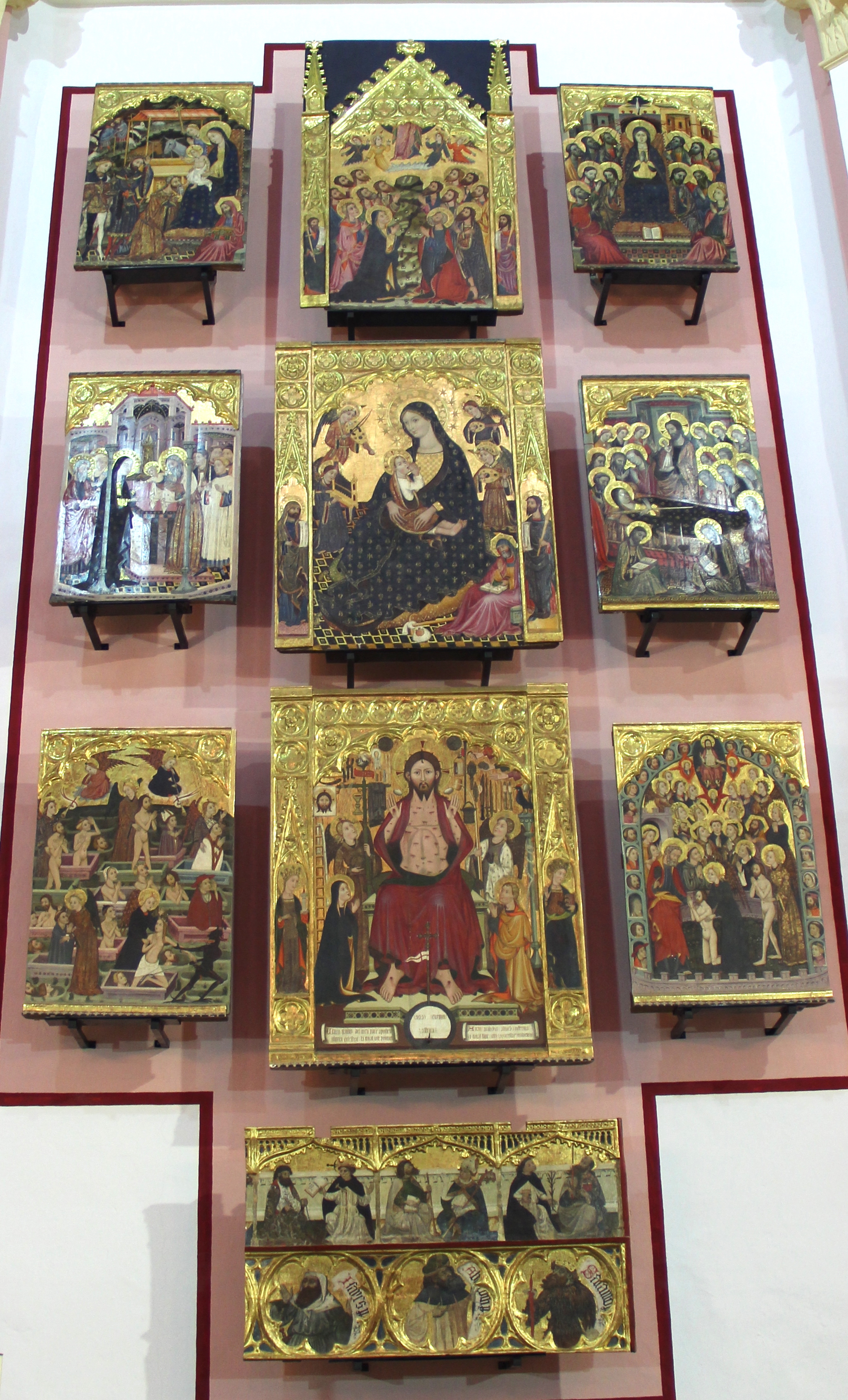
Retable majeur par Llorenç Saragossà
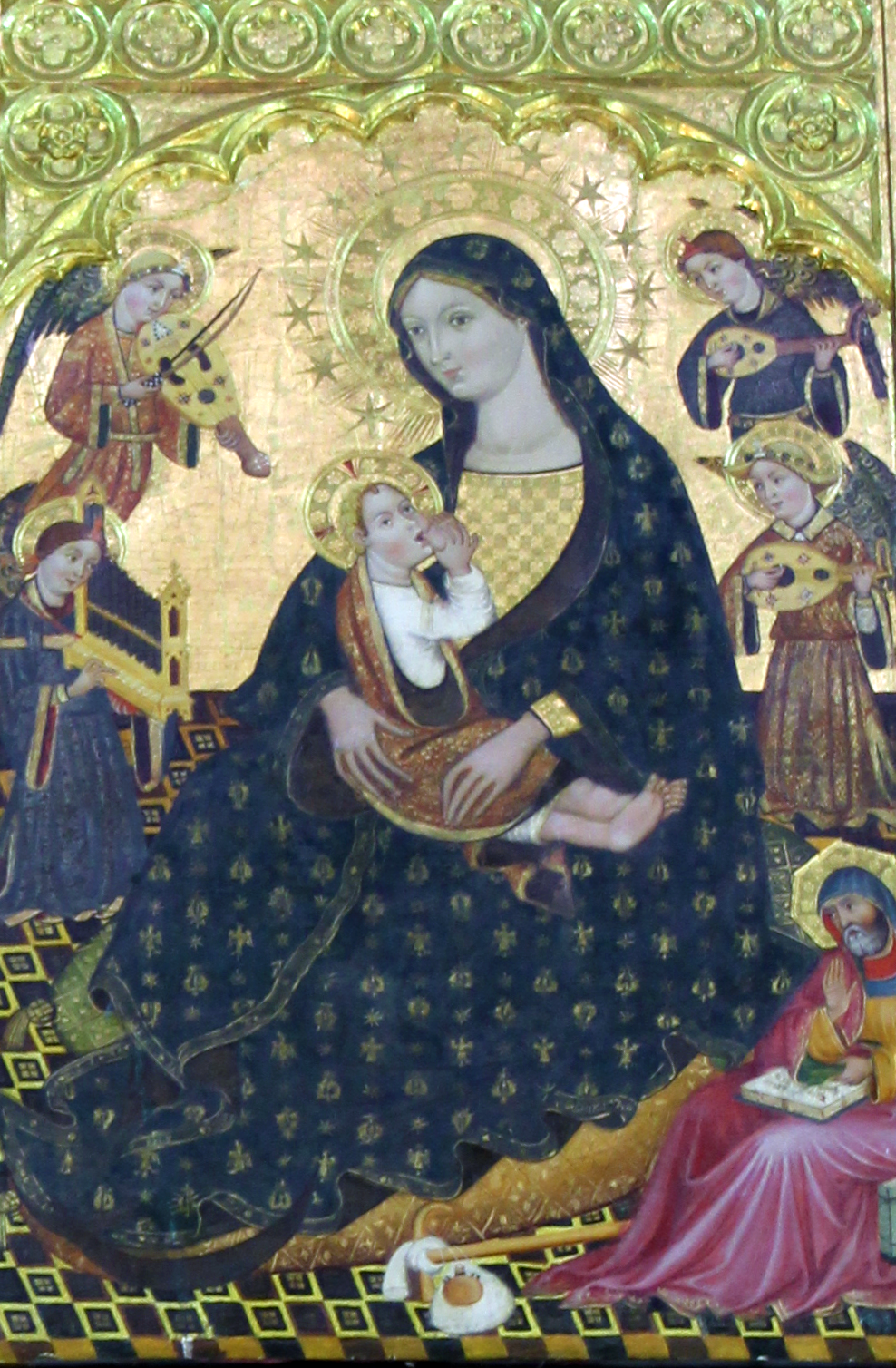
Retable majeur. Vierge à l'enfant avec anges musiciens
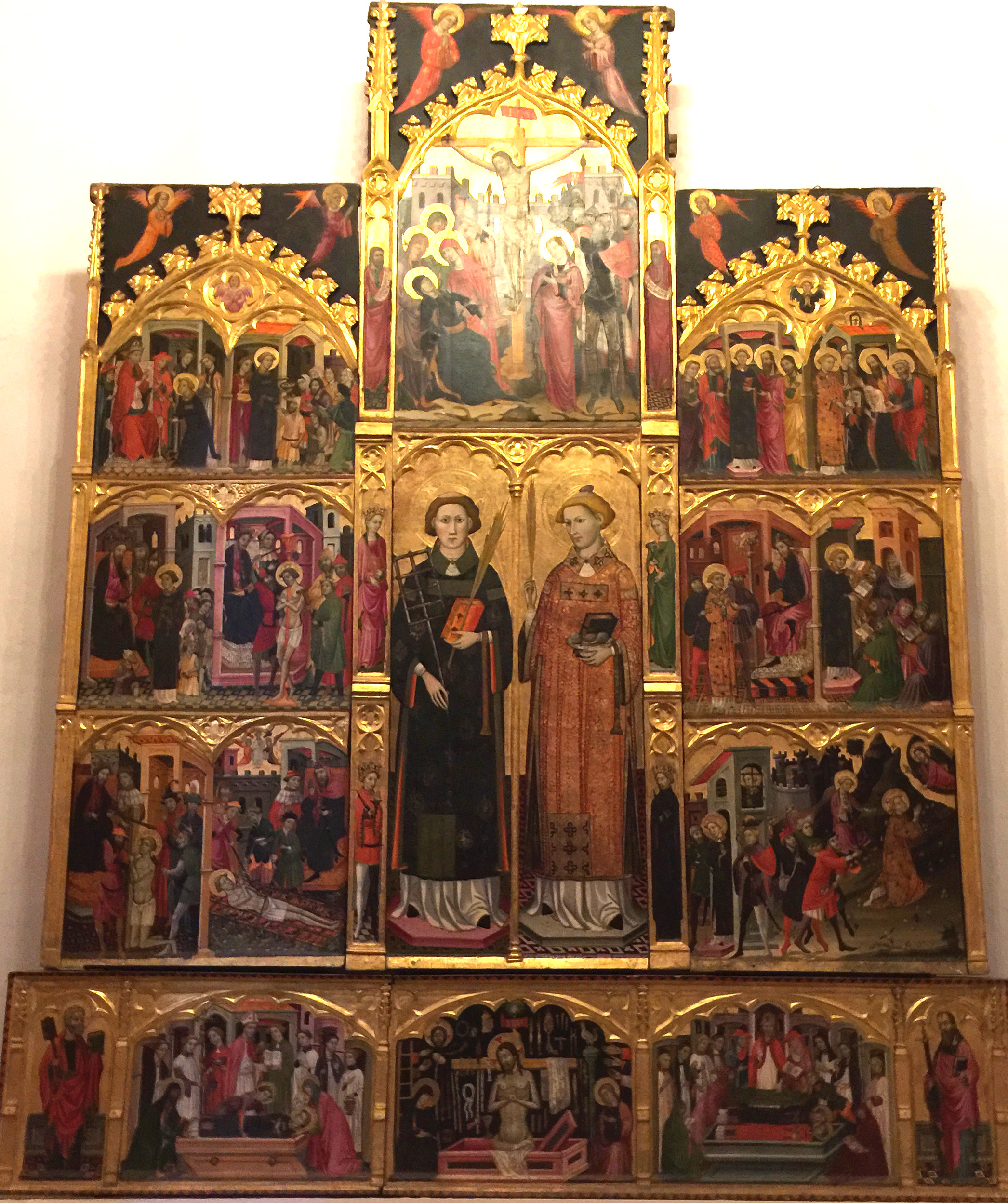
Retable des saints Laurent et Étienne
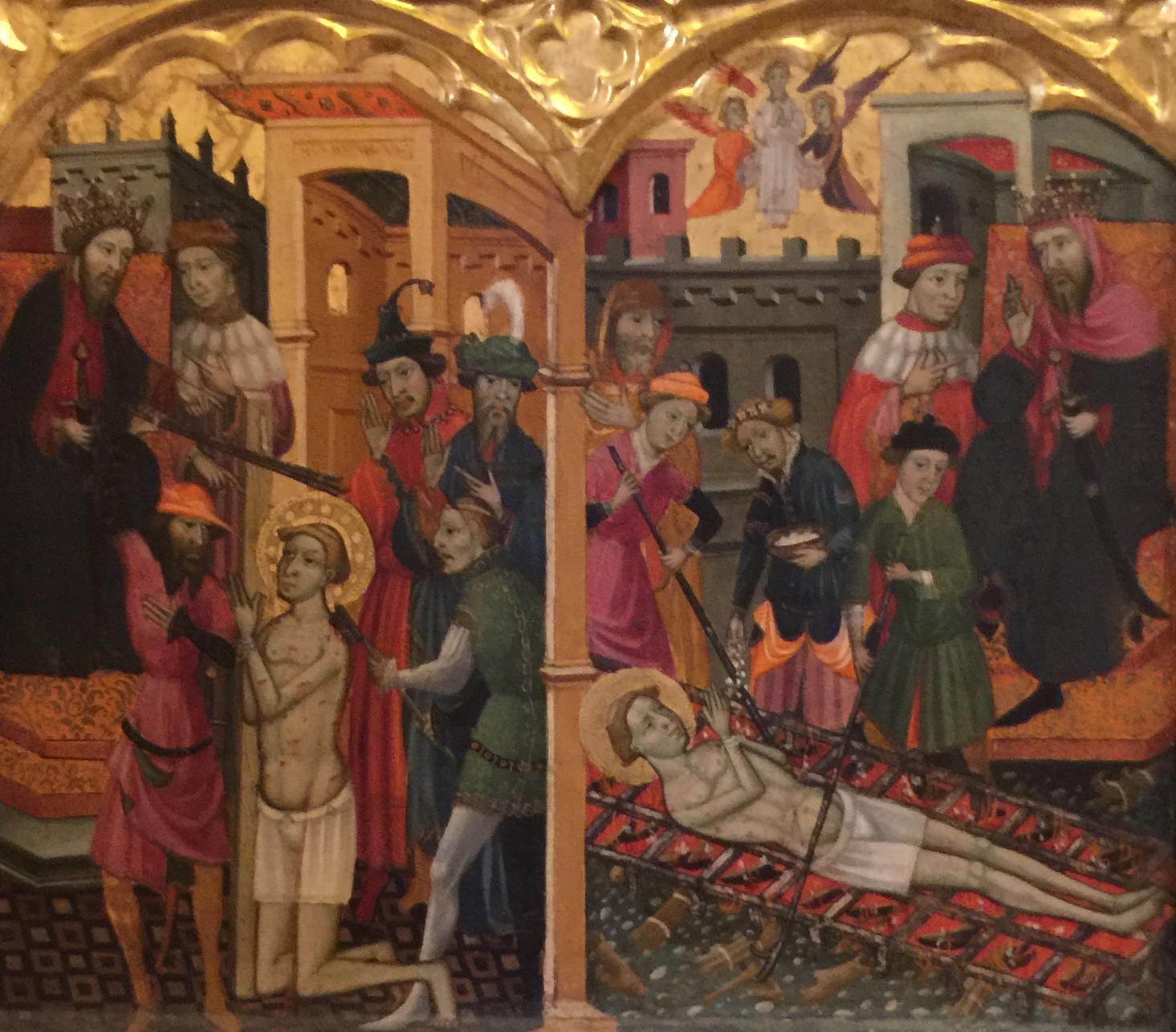
Scènes du martyre de Laurent

## Source
- (es) Cet article est partiellement ou en totalité issu de l’article de Wikipédia en espagnol intitulé « Iglesia de la Natividad de Nuestra Señora (Villahermosa del Río) » (voir la liste des auteurs).

### Articles liés
- Musée de la cathédrale de Segorbe
- Collégiale Sainte-Marie de Xàtiva